# Soler (Muntanyola)
Soler és una masia de Muntanyola (Osona) inclosa a l'Inventari del Patrimoni Arquitectònic de Catalunya.

## Descripció
Masia de planta rectangular coberta a dos vessants amb el carener paral·lel a la façana, que és orientada a ponent. Al damunt hi ha una finestra que presenta motllures goticitzants. A la part esquerra s'hi adossa un cos formant angle recte amb l'edificació. Al primer pis s'hi obren unes galeries. A llevant el mur està sostingut per un contrafort. A la part nova es distingeixen clarament dos trams constructius pel tipus d'aparell emprat. És construïda bàsicament amb pedra. Al davant s'hi forma una piscina. Malgrat les darreres reformes que han convertit el mas en xalet, conserva la típica estructura pairal.

## Història
La masia es troba a redós de l'antiga parròquia de Sant Esteve de Múnter. El portal d'entrada ens indica la dada de construcció o de reforma que data del segle XVI (1564).